# Georges Bergasse de Laziroules
Pour les articles homonymes, voir Bergasse.
Georges Bergasse de Laziroules (1763-1827), dit aussi Bergasse-Laziroule ou simplement Laziroule, est un militaire et homme politique français. Il est actif durant la Révolution française, notamment comme élu député du tiers aux États généraux de 1789 et à l'Assemblée constituante de 1789, puis de nouveau élu député de l'Ariège au Conseil des Cinq-Cents.

## Biographie

### Enfance
Georges Bergasse de Laziroules, est né le 14 mars 1763 à Saurat. Ses parents se sont mariés en 1762 à Saurat. Son père François Bergasse de Laziroules (1717-1770), était un marchand de Tarascon-sur-Ariège avant de s'installer à Saurat où il est consul. Sa mère Jeanne, née Pagès, a pour parents : Georges Pagès, un bourgeois procureur du roi, et Jeanne Marie Faure de La Caussade. Il est l'ainé d'une fratrie qui comptera cinq enfants dont Catherine qui épouse Charles Bartet le 13 février 1753 avec une dot de 3 000 livres.
Nicolas Bergasse (1750-1832) est un cousin au cinquième degré.

### Formation et militaire
Dans les années 1770, sa famille l'envoie étudier à l'abbaye école de Sorèze dans le Tarn, où son oncle Dom Pagès (Jean-François Pagès) est professeur de rhétorique. Le jeune garçon se fait rapidement remarquer ce qui lui permet d'accéder à l'école royale militaire bien qu'il ne soit pas de la noblesse. 
À sa sortie de l'école, il est officier d'artillerie et est affecté au régiment d'artillerie de Toul. Mais attiré par le mouvement révolutionnaire, il abandonne rapidement l'armée pour rentrer à Saurat.

### Mouvement pré-révolutionnaire local
De retour à Saurat, il gère les grandes propriétés de son père et se lance en politique. Il se lie avec les syndics du Tiers-état des provinces proches. Il adhère aux idées réformatrices et devient un personnage influent sur le Sabarthès. Il devient maire de Saurat en 1787 (il le restera jusqu'en décembre 1793).
Après l'annonce d'une convocation des États-Généraux, la représentativité du Tiers état est mise en question dans les provinces. En Ariège, les communes bougent, les plus importantes réunissent les délégués des contrées voisines. À Saurat, une réunion est organisée le 2 février 1789 en début d'après-midi dans l'église du village. Elle regroupe les représentants des communes et les curés des villages. C'est Georges Bergasse de Laziroules qui ouvre par une allocution cette assemblée :

« Messieurs,

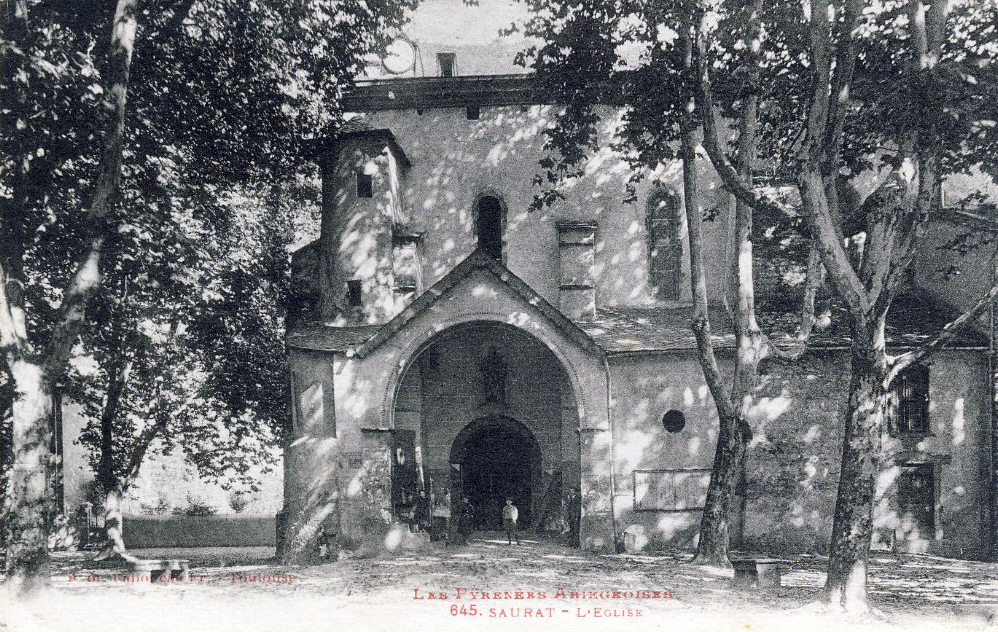
L'église de Saurat vers 1900.

L’heureuse Révolution dont va naître notre bonheur et celui des générations futures, a été préparée par une infinité de causes dont l’admirable concours offre un spectacle aussi intéressant que l’effet en sera salutaire. Les progrès de la philosophie, une communication fréquente entre les peuples divers, l’exemple d’une grande Nation libre, les chefs-d’œuvre de quelques hommes de génie, et surtout l’excès de nos maux, semblaient promettre aux français, victimes de l’erreur de leurs pères, une régénération nécessaire… Des intérêts particuliers viendront, sans doute, troubler l’espérance nationale et contrarier les vues bienfaisantes du meilleur des Rois : mais, rien ne saurait lasser sa constance ; et bientôt, la chose publique triomphera de ses ennemis. Nous sommes tous membres du Tiers-État. Les citoyens qu’on comprend sous ce nom, dont nous ne rougirons plus désormais, forment les vingt-neuf trentièmes de la nation. Le Clergé tient, en propriété, le tiers des biens-fonds du Royaume : le dixième sur les autres deux tiers. D’où il résulte que le clergé retire, chaque année, la moitié du produit des biens du royaume. La Noblesse possède, en propriété, un autre tiers ; de manière qu’il ne reste au Tiers-État, c’est-à-dire à la Nation, qu’un tiers des biens-fonds, lequel demeure grevé, indépendamment de la dime que les seigneurs perçoivent. Et cependant, le Tiers-État supporte, seul, les sept-huitièmes du poids des charges publiques. Nous reposant sur la sagesse du Gouvernement, du soin d’apprécier les demandes des Provinces pour la représentation du Tiers-Ordre aux États-Généraux, sur son influence dans les délibérations, la manière de délibérer et quotité des électeurs et éligibles, occupons-nous efficacement des moyens d’obtenir un changement indispensable dans la constitution vicieuse de nos États provinciaux, et, par une suite nécessaire, une représentation libre et constitutionnelle aux États-Généraux… Ce n’est qu'à une Assemblée composée de citoyens libres de notre Ordre que nous pouvons confier le soin de régler nos intérêts.
 Je viens d’exprimer, messieurs, le cri général de toute la Nation. La ville de Foix l’a fait entendre aux pieds du Trône. »

### Député du Tiers-état (1789-1791)

#### Aux États généraux (1789)

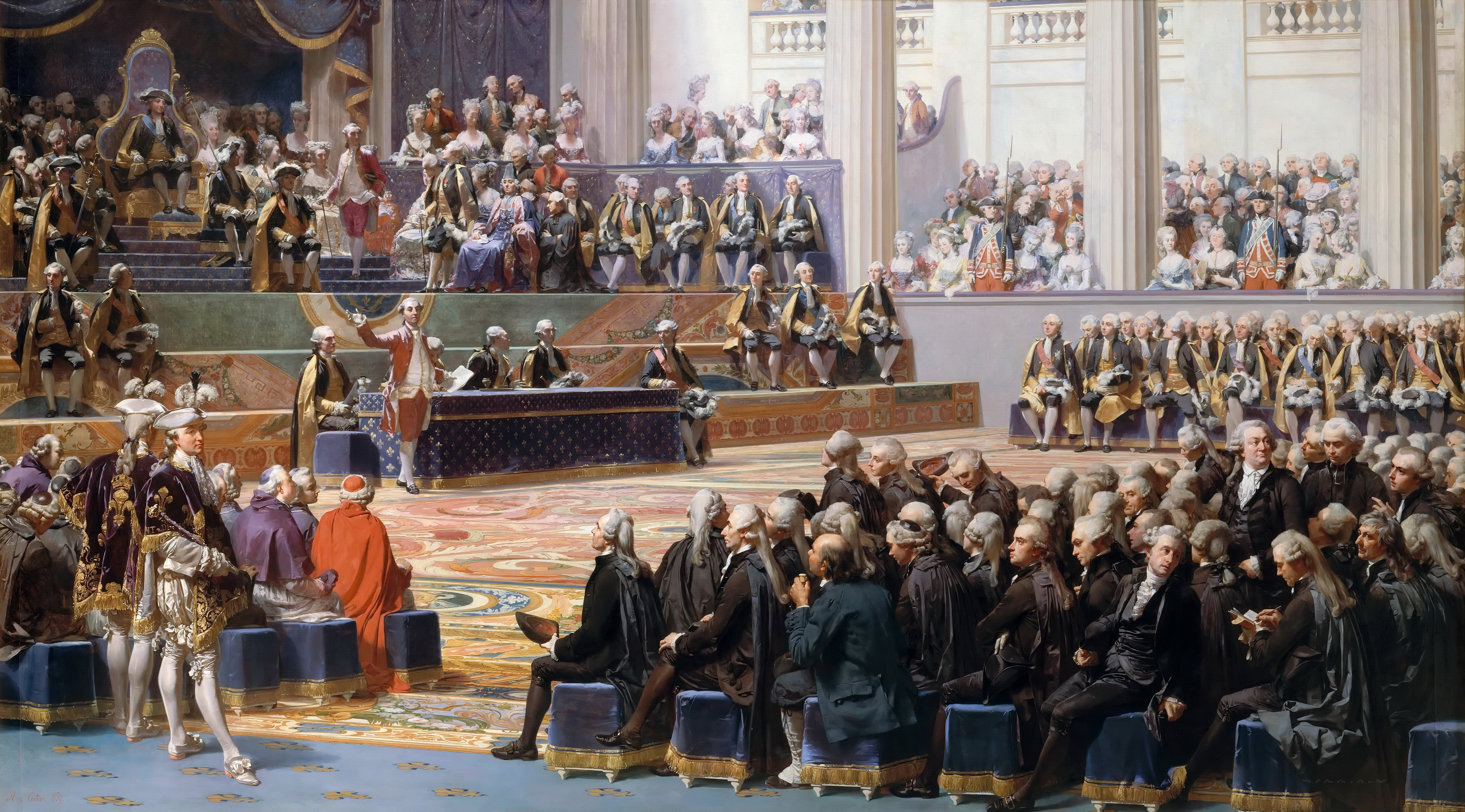
Ouverture des États généraux.
Par Couder.

Georges Bergasse de Laziroules, a 26 ans lorsqu'il se rend à Pamiers, en avril 1789, en tant que maire de Saurat, pour l'élection des deux députés représentants du tiers état, des états de Foix, aux États généraux. Les assemblées sont houleuses, le 7, deux candidatures sont repoussées ; le 8, l'avocat, ancien syndic des États, Fauré est élu quasiment à l'unanimité pour le premier siège, mais pour le second les candidats n'obtiennent pas de majorité. Le 9, Marc-Guillaume-Alexis Vadier est élu pour le deuxième siège, mais Fauré démissionne. Le 10 avril 1789, il faut élire de nouveau un représentant pour le premier siège et c'est Georges Bergasse de Laziroules qui recueille la majorité des suffrages. Ce même jour, il prête serment, avec les trois autres députés, devant plus de 800 délégués, dans l'église des Frêres-Prêcheurs.
Les députés Bergasse-Laziroule et Vadier rejoignent Paris pour l'ouverture de la session des états généraux le 4 mai 1789. Ils participent « avec enthousiasme à toutes les résolutions énergiques des communes ». Bergasse-Laziroule y gagne le surnom de « Bergasse l'enragé »,.

Serment du Jeu de paume.
Par David.

Le 20 juin 1789, le procès-verbal du Serment du Jeu de paume enregistre la présence des députés du Tiers-état de Pamiers Bergasse-Laziroule, qui signe « Laziroule », et Vadier, ainsi que celle du cousin Nicolas Bergasse, qui signe « Bergasse ».

#### À l'Assemblée constituante (1789-1791)

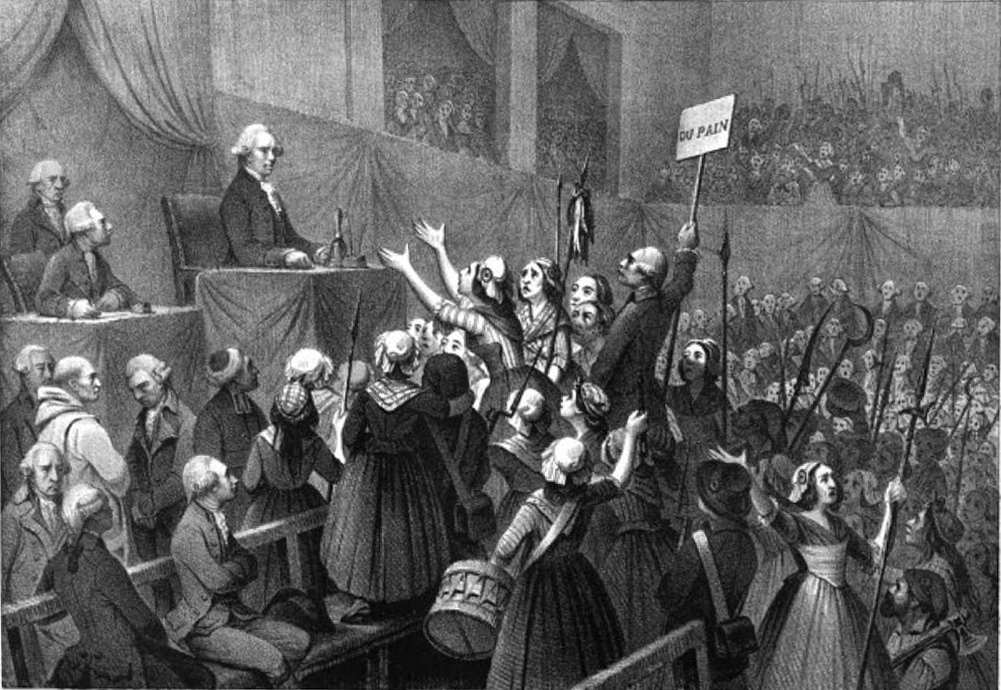
À l'Assemblée constituante.
Par Debelle.

Après la création de l'Assemblée constituante de 1789, on retrouve les députés Bergasse-Laziroule et Vadier,dans la nuit du 4 août 1789, lorsqu'ils votent l'abandon des privilèges de leur province et des communautés. Ce vote allant à l'encontre des avis du cahier de leurs mandants, ils envoient une lettre-circulaire pour en demander l'approbation aux communautés du territoire. Le « conseil politique de Foix », réuni le 17 août, approuve ce vote. Il est suivi par la majorité des communautés du comté de Foix, seules quelques villes ne répondent pas. Les « patriotes » créent un comité pour relancer les retardataires. La ville d'Ax approuve le 17 octobre mais le conseil politique de Pamiers demande des avis et fait des démarches qui repoussent sa réponse.
Les décisions prises par l'assemblée ont immédiatement des répercussions sur les territoires et notamment celui du comté de Foix. Les députés Bergasse-Larizoule et Vadier, qui ont voté favorablement ces textes, interviennent localement : Le 23 août ils conseillent à la municipalité de Pamiers de remplacer l'octroi sur le vin, qui est supprimé, par « un impôt sur tous les contribuables » ; le 13 décembre ils écrivent : « Pamiers et Foix doivent se réunir sans perdre de temps pour faire les démarches convenables auprès des villes de Saint-Girons et de Mirepoix et autres pour la formation du département ».
Bergasse-Laziroule est reçu franc-maçon le 14 février 1790.
Au début de l'année 1791, les hostilités locales trouvent un écho auprès des députés, Vadier défend les patriotes de Pamiers et Bergasse-Laziroule, avec Font et d'autres, se coalisent pour appuyer les vues du directoire du département.
Durant cette législature, Bergasse-Laziroule a voté tous les textes avec la gauche sauf un, celui concernant l'émission des assignats. Il prend seulement trois fois la parole, notamment pour combattre, comme anti-patriotique, cette émission de papier monnaie gagée sur les biens du clergé nationalisés.
Paul de Casteras, en 1878, estime que : « son rôle dans l'Assemblée constituante fut celui d'un excellent patriote ; mais il ne jeta aucun éclat ».

### De 1791 à 1798
Après la fin de son mandat à l'assemblée constituante, Bergasse-Laziroule n'a pas de mandat pour l'assemblée nationale législative, mais il est toujours le maire de Saurat. Lors des élections générales de décembre 1792, il n'est pas réélu et une nouvelle municipalité « modérée » prend les commandes. Pas pour longtemps car en janvier 1793, elle démissionne, ce qui nécessite de nouvelles élections. C'est un administrateur du département qui préside l'assemblée électorale et Bergasse-Laziroule, dans le camp des patriotes, est élu maire.
Le 29 juillet 1793, il épouse, à Toulouse, Marie Alexandrine Sophie de Sénovert, séduisante jeune femme de 25 ans. Son père François-Ignace de Sénovert, avocat et capitoul de la ville, signe l'acte de mariage civil. Georges Bergasse de Laziroules devient ainsi le beau-frère d'Étienne-François de Sénovert.
Le comité de surveillance de Saurat, remanié par Jean-François Baby procureur de Tarascon qui a promis à Vadier d'arrêter Bergasse-Laziroule, envoie l'armée révolutionnaire l'arrêter de « nuit dans les bras de son épouse ». il est incarcéré à Foix en décembre 1793. Mais la population se soulève et obtient sa remise en liberté. Peu de temps après c'est François-Ignace de Sénovert, le père de Sophie son épouse, qui est arrêté et emmené à Tarascon. Sophie se rend à Toulouse pour plaider sa cause devant le tribunal révolutionnaire et les représentants du peuple.
Après la Terreur, il fut nommé substitut du commissaire du Directoire près le tribunal civil de l'Ariège.

### Député au Conseil des Cinq-Cents (1798-1799)

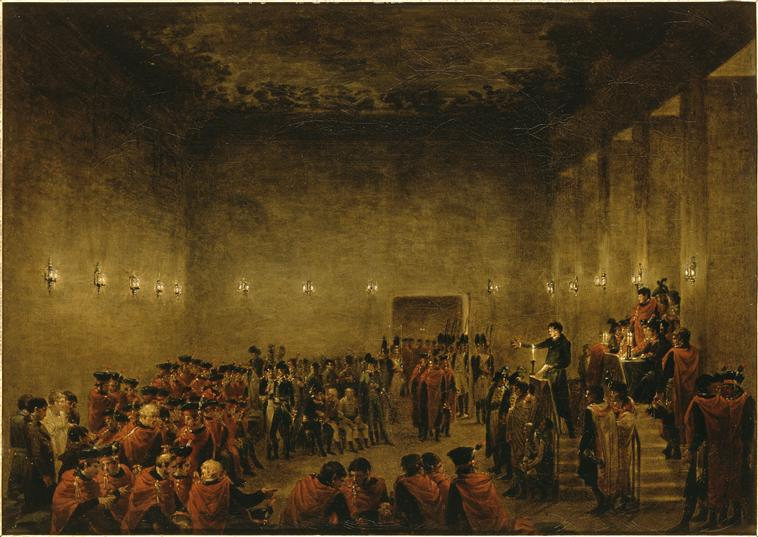
Salle du Conseil des Cinq-Cents
Par Sablet.

Georges Bergasse de Laziroules est élu député de l'Ariège au Conseil des Cinq-Cents, le 13 avril 1798 (24 germinal an VI). Le soir de cette élection il est victime d'un attentat, son cheval est tué sous lui et il doit trouver refuge dans la montagne.
Il devint secrétaire du Conseil et prit plusieurs fois la parole, pour faire annuler l'élection de Treilhard comme membre du Directoire, pour se rallier à la proposition qui ordonnait la célébration du 9 thermidor, en ajoutant que le président, dans son discours rappellerait aussi les victoires remportées les 13 vendémiaire et 18 fructidor sur les royalistes ; pour le maintien de la loi frappant de déportation les prêtres non assermentés (1799). 
Hostile au coup d'État du 18 Brumaire, il est exclu du corps législatif le 9 novembre 1799 (18 brumaire an VIII). Bergasse-Laziroule est l'un des soixante et un membres des conseils exclus de leur représentation par la « loi Chazal ».

### Propriétaire et Maitre de Forge à Rabat (1799-1827)
Georges Bergasse de Laziroules meurt le 8 avril 1827 à Rabat en Ariège.

## Publications
- Opinion de M. Georges Bergasse-Laziroule : Sur le sujet de rembourser la dette exigible, par une émission d'Assignats-monnaie, Paris, Assemblée nationale constituante (1789-1791), 1790, 16 p. (lire en ligne).
- Les métamorphoses du terroriste Roques : G. Bergasse-Laziroule, aux citoyens du département de l'Ariège, Ariège, 1795, 32 p. (lire en ligne).
- Opinion de Bergasse-Laziroule : sur l'état des dépenses et des recettes publiques de l'an 7, et sur le projet de compléter les recettes par une taxe sur le sel (Corps législatif : Conseil des Cinq-Cents : séance du 17 pluviose an 7), Paris, Conseil des Cinq-Cents, 1799, 23 p. (lire en ligne).